# Panthéon de Moscou
Pour les articles homonymes, voir Panthéon (homonymie).

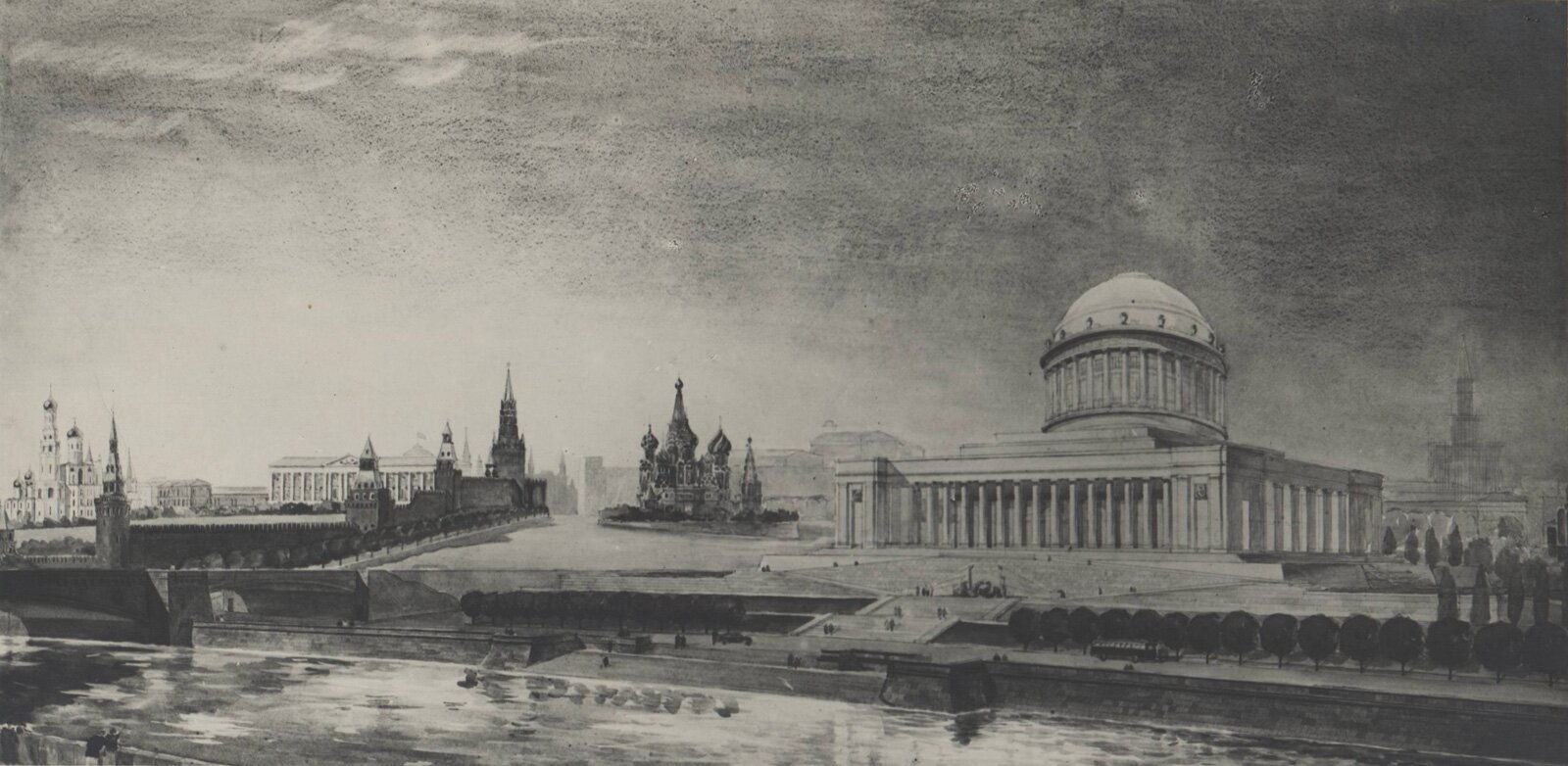
Panthéon de Moscou en 1953

Le Panthéon (en russe : Пантеон), officiellement appelé aussi Monument à l'Éternelle Gloire du Grand Peuple des pays soviétiques  (Памятник вечной славы великих людей Советской страны), était le projet de construire un monumental lieu d'inhumation et de mémoire à Moscou en Union soviétique. On avait prévu de réserver ce tombeau aux grandes figures de premier ordre du Communisme, accompagnées des restes des communistes qui avaient été enterrés dans la nécropole du mur du Kremlin. Selon les plans, la dépouille embaumée de Lénine aurait été transférée de son mausolée vers ce nouveau Panthéon.
La décision de bâtir ce Panthéon fut prise en commun par le Comité central du Parti communiste d'Union soviétique et le Conseil des ministres de l'URSS le 6 mars 1953, soit le jour qui suivit la mort de Joseph Staline. Le Panthéon aurait été construit à Moscou sans pour autant préciser le site exact. La localisation la plus probable était certainement en face du Kremlin, sur le quai Sainte-Sophie le long de la Moskova. Le projet s'inspirait en partie du Panthéon de Paris et de l'idée de transférer les restes de la nécropole du mur du Kremlin, prévoyant aussi de convertir le mausolée de Lénine en une monumentale tribune surplombant la Place rouge. Le Panthéon aurait été, si on en croit le projet, accessible à un flux important de visiteurs.
La décision de bâtir le Panthéon ne fut jamais suivie d'effet. Son destin était sans doute scellé à celui de l'architecture stalinienne après la mort de Staline et sa condamnation officielle qui vit la dépouille mortuaire de Staline quitter le mausolée de Lénine le 31 octobre 1961 et placée à côté du mur d'enceinte du Kremlin comme événement fort du processus de déstalinisation. La décision prise en 1953 fut ensuite invalidée le 4 décembre 1974 quand le Conseil ministériel des fédérations de Russie décida de protéger officiellement les monuments historiques que constituaient le mausolée de Lénine et la nécropole de la muraille du Kremlin.
Depuis 1991, il y a eu des discussions sur le déplacement de la nécropole du mur du Kremlin et du corps de Lénine. Le président Boris Eltsine, soutenu par l'Église orthodoxe de Russie, avait l'intention de fermer le tombeau de Lénine et de l'inhumer à côté de sa mère, Maria Oulianova, au cimetière Volkovo de Saint-Pétersbourg ; mais depuis, l'ex-président de Russie Vladimir Poutine s'est opposé à cette mesure, faisant remarquer que ré-enterrer Lénine signifierait que pendant les 70 ans de régime soviétique des générations de citoyens russes auraient respecté des valeurs erronées.